# 오하시 고타
오하시 고타(일본어: 大橋 滉太, 2002년 4월 9일~)는 일본의 축구 선수이다.

## 구단 경력
그는 J1리그의 세레소 오사카에 입단했다. 2020년 J3리그의 세레소 오사카 U-23에서 뛰었다. 22경기에 출전하여, 1득점을 넣었다.